# Krševo
Krševo este un sat din municipiul Podgorica, Muntenegru. Conform datelor de la recensământul din 2003, localitatea are 183 de locuitori (la recensământul din 1991 erau 304 locuitori).

## Demografie
În satul Krševo locuiesc 112 persoane adulte, iar vârsta medie a populației este de 31,7 de ani (30,5 la bărbați și 33,0 la femei). În localitate sunt 36 de gospodării, iar numărul mediu de membri în gospodărie este de 5,08.
|  |

| Demografie | Demografie | Demografie |
| An         | Locuitori  | Locuitori  |
| ---------- | ---------- | ---------- |
|            |            |            |
|            |            |            |
|            |            |            |
|            |            |            |
| 1948       | 387        |            |
| 1953       | 486        |            |
| 1961       | 587        |            |
| 1971       | 640        |            |
| 1981       | 360        |            |
| 1991       | 304        | 197        |
| 2003       | 249        | 183        |

| \| Componența etnică conform recensământului din 2003[2] \| Componența etnică conform recensământului din 2003[2] \| Componența etnică conform recensământului din 2003[2] \| Componența etnică conform recensământului din 2003[2] \| Componența etnică conform recensământului din 2003[2] \| \| ----------------------------------------------------- \| ----------------------------------------------------- \| ----------------------------------------------------- \| ----------------------------------------------------- \| ----------------------------------------------------- \| \| \| \| \| \| \| \| Albanezi \| Albanezi \| \| 180 \| 98,36% \| \| Musulmani \| Musulmani \| \| 2 \| 1,09% \| \| Bosniaci \| Bosniaci \| \| 1 \| 0,54% \| \| necunoscută \| necunoscută \| \| 0 \| 0% \| |             |  |     |        |
| Componența etnică conform recensământului din 2003 |             |  |     |        |
| |             |  |     |        |
| Albanezi | Albanezi    |  | 180 | 98,36% |
| Musulmani | Musulmani   |  | 2   | 1,09%  |
| Bosniaci | Bosniaci    |  | 1   | 0,54%  |
| necunoscută | necunoscută |  | 0   | 0%     |